# Paróquia São Miguel Arcanjo (São Miguel)
A Paróquia de São Miguel Arcanjo é uma circunscrição eclesiástica católica brasileira sediada no município do São Miguel, no interior do estado do Rio Grande do Norte. Faz parte da diocese de Mossoró e situa-se na Forania de Pau dos Ferros. 

## Histórico
A paróquia São Miguel Arcanjo foi criada em 9 de Setembro de 1875, desmembrada da paróquia de Pau dos Ferros, um ano antes de São Miguel ser elevado à categoria de vila. Sua instalação canônica só ocorreu oito anos depois em 29 de Junho de 1883 através da Lei Provincial Nº 760, com a provisão de Pe. Cosme Leite da Silva como Pároco, até então capelão da referida comunidade.[carece de fontes?]
Fatos notórios ocorridos desde a criação da paróquia foram os trabalhos das filhas da caridade, na década de 1970 e a chegada, em 1991, das Irmãs da Sagrada Face, desde então presentes, além da presença de várias associações, movimentos e pastorais, como a Legião de Maria, o Apostolado da Oração, o Encontro de Casais com Cristo (ECC), A Renovação Carismática Católica (RCC).
O atual pároco é o Padre Francisco Whalison da Silva, e o Vigário Paroquial é o Padre Rierson Carlos.  

## Comunidades
A paróquia São Miguel Arcanjo se divide em mais de Quarenta comunidades, distribuídas pelos municípios de São Miguel-RN, Coronel João Pessoa e Venha-Ver, sendo estes dois últimos elevados à Área Missionária. Até 2009, a paróquia também englobava Doutor Severiano, que fora desmembrado e incorporado à paróquia de São Sebastião, no município de Encanto.